# Faith and Confidence

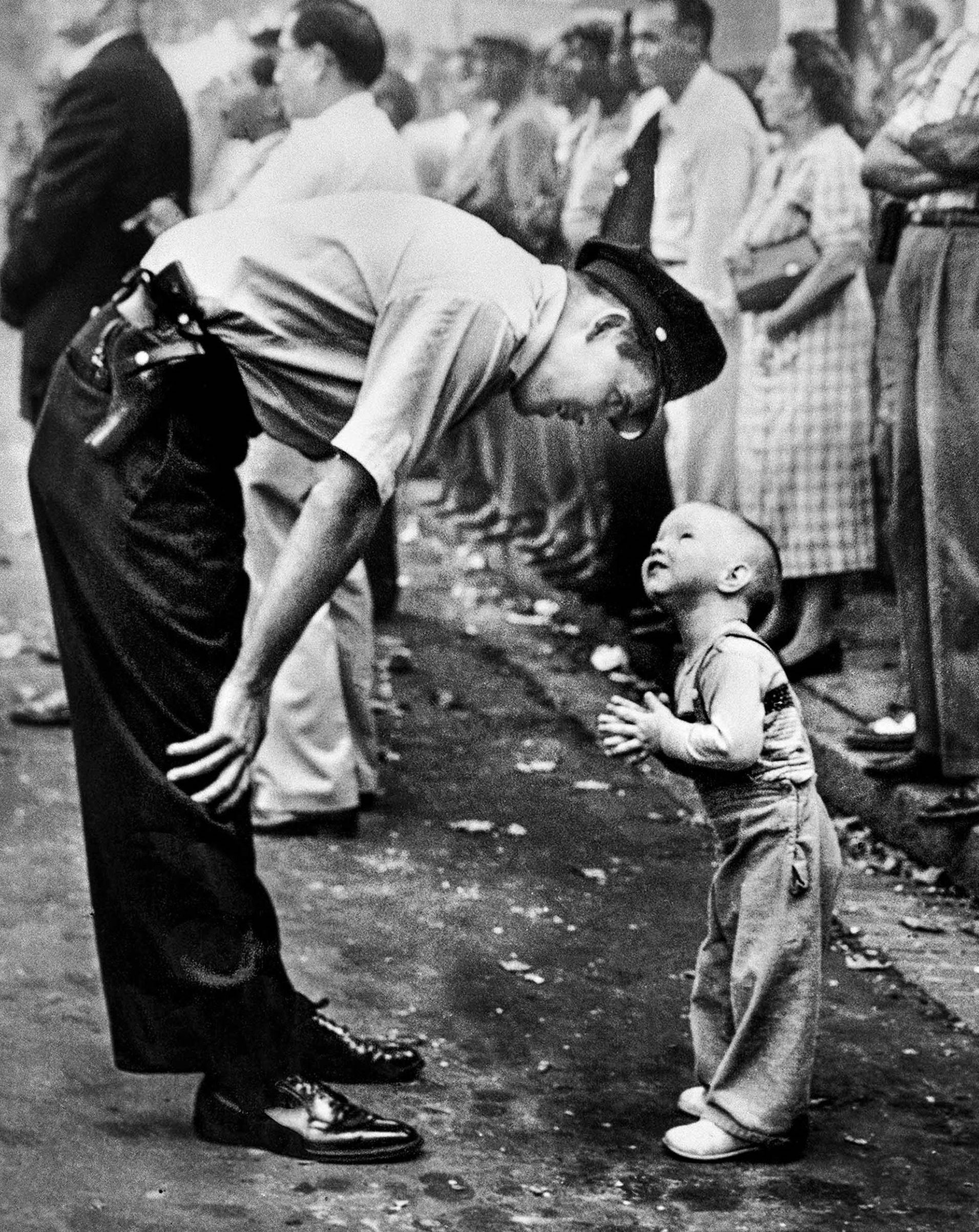
Faith and Confidence (1957), un policía razona pacientemente con un niño de dos años.

Faith and Confidence («Fe y confianza») es una fotografía ganadora del Premio Pulitzer de Allan Weaver, de dos años, haciendo una pregunta al oficial de policía Maurice Cullinane. La imagen de 1957 fue capturada por el fotógrafo William C. Beall en Washington D. C..
Beall era el fotógrafo jefe de The Washington Daily News y asistió a un desfile en Chinatown, Washington D. C., donde capturó la imagen premiada. Fue impreso en su periódico y causó una profunda impresión en los lectores. La imagen fue recogida y reimpresa por muchas otras publicaciones, incluida la revista Life.

## Antecedente
William C. Beall trabajó como fotógrafo de The Washington Daily News. El 10 de septiembre de 1957, se encontraba en el área del barrio chino de Washington D. C., para fotografiar un desfile. Allan Weaver, de dos años, asistió al desfile y se acercó al oficial de policía Maurice Cullinane para preguntarle si era un marine estadounidense. La imagen fue impresa en muchas publicaciones, incluida la contraportada de la revista Life; ganó el Premio Pulitzer de Fotografía en 1958.

## Descripción
El hijo de William Beall, Denny, dijo que su padre había tomado la imagen por casualidad: «Simplemente se giró, vio eso y la tomó, así como así: girar, hacer clic y lo tenía». William Beall afirmó que utilizó una apertura de f/16 y una velocidad de obturación de 1⁄100 de segundo. Una descripción de la imagen dice que el joven quería acercarse al desfile para ver los dragones bailando y el policía le dijo que se detuviera debido al tráfico y los petardos. El padre del niño era un infante de marina destinado en Japón. El niño de la imagen, Allan Weaver, describió más tarde lo que sucedió en la imagen: «Cuando llegó un policía, me incliné y le pregunté si era un infante de marina».
El jurado del Premio Pulitzer de 1958 estuvo formado por Vincent Jones, Julius H. Klyman y Ralph McGill. Los miembros del jurado no quedaron impresionados con las candidaturas y dijeron que no había ninguna imagen que destacara. Cuando Beall ganó el premio, el director del FBI, J. Edgar Hoover, dijo que Faith and Confidence merecían el Pulitzer. La descripción de la imagen en el sitio web de los Premios Pulitzer dice Faith and Confidence, [muestra] a un policía razonando pacientemente con un niño de dos años que intenta cruzar una calle durante un desfile. El jurado también consideró que la fotografía era «una imagen atractiva que causó una profunda impresión en los lectores ... congelar para siempre un momento de inocencia infantil».

## Recepción
Beall tituló la imagen Faith and Confidence y despertó emoción. Algunas personas escribieron poemas y algunos que vieron la imagen dijeron que les hizo llorar. Algunas personas escribieron cartas al policía de la imagen, Maurice Cullinane. Cullinane se convirtió en jefe de policía de Washington en 1974. A partir de la fotografía se creó una escultura pública de Cullinane y Weaver y se exhibe en Jonesboro, Georgia.